# Osservatorio Dunsink
L'osservatorio Dunsink è un osservatorio astronomico costruito attorno al 1785 vicino a Dublino, in Irlanda.
Il suo direttore più celebre fu William Rowan Hamilton, che, tra le altre cose, scoprì l'esistenza dei quaternioni, la prima algebra non commutativa, mentre faceva la spola fra l'osservatorio e il centro della città con alcuni amici e con la moglie. È noto anche per la dinamica Hamiltoniana.
Nella seconda metà del XX secolo la città si avvicinò sempre più all'osservatorio, compromettendo il seeing e aumentando l'inquinamento luminoso del luogo. Da allora il telescopio, non più attivo, è utilizzato principalmente per visite pubbliche.